# 143 av. J.-C.
Cette page concerne l'année 143 av. J.-C. du calendrier julien proleptique.

## Événements
- 7 novembre 144 av. J.-C. (1er janvier 611 du calendrier romain) : début à Rome du consulat de Appius Claudius Pulcher et Quintus Caecilius Metellus Macedonicus[1].

- Le préteur Laelius (ou Nigidius) est envoyé en Hispanie citérieure, le préteur Quinctius en Hispanie ultérieure où il obtient quelques succès contre les Lusitaniens révoltés, mais Viriathe envahit la Bastétanie (région de Grenade) et Quinctius doit se retirer à Corduba. Le consul Metellus arrive en Citérieure avec 30 000 hommes pour combattre le soulèvement des Celtibères, encouragés par les succès de Viriathe[2]. Il prend  Contrebia, Nertobriga et Centobriga dans la vallée du Jalón pour isoler Numance[3]. Début de la Seconde Guerre de Numance (143-133 av. J.-C.).
- Le consul Pulcher, envoyé régler un conflit mineur en Gaule cisalpine, mène une campagne contre les Salasses de la Vallée d'Aoste et du Canavese, sans mandat du Sénat. D'abord battu, il est finalement victorieux, mais le Sénat lui refuse le triomphe[1]. Il décide d’organiser la cérémonie à ses frais, quand un tribun arrête le cortège, et tente de chasser le consul de son char. La vestale Claudia (sœur ou fille du consul)  s’interpose, utilisant son statut sacré pour que la cérémonie se poursuive[4].

## Décès
- Février : Jonathan Maccabée, gouverneur de Judée, assassiné[5].
- Aristarque de Samothrace, grammairien et critique (né en 220 av. J.-C.), directeur de la bibliothèque d'Alexandrie.